# Serwent
Serwent (früher auch Syrwentin, Serwynte, Syrwynthen) ist ein Binnensee von etwa 250 ha Fläche in der Woiwodschaft Ermland-Masuren.

## Geografie

### Geografische Lage
Serwentsee liegt in Gmina Purda zwischen den Orten Purda und Giławy und in der Nähe der Städte Barczewo (15 km), Olsztyn (25 km) und Pasym (9 km). Aus dem nördlichen Ufer des Sees entspringt der Fluss Wardęga, der im See Tumiańskie mündet.

### Geologie
Die Landschaft wurde gestaltet durch den Eisschild und ist eine postglaziale, hügelige, bewaldete  Grundmoräne mit zahlreichen Rinnenseen und Flüssen. Charakteristisch für die Gegend sind zahlreiche Seen, Sümpfe, Teiche sowie Nadel- und Mischwälder, die 53 % des Gemeindegebiets von Purda bedecken.